# Last of the American Girls
Last of the American Girls è la decima traccia dell'ottavo album dei Green Day 21st Century Breakdown nonché quinto ed ultimo singolo estratto dall'album.
In Europa il singolo è stato pubblicato su iTunes il 5 febbraio, mentre il video è stato trasmesso su MTV in esclusiva mondiale il 1º aprile.

## Descrizione
Il soggetto del brano è Adrienne (moglie di Billie Joe Armstrong). Presa nell'album parla invece di Gloria (protagonista di 21st Century Breakdown insieme a Christian) e la descrive come "l'ultima delle ragazze americane" inteso come l'ultima di quelle ragazze alternative che non seguono la massa.

## Video musicale
Il videoclip vede come protagonista Gloria, che compie azioni di vita quotidiana (come svegliarsi, lavarsi i denti, ascoltare musica, fare il bagno o lavare i piatti), in uno scenario particolare: la casa si trova nel deserto e non ha mura e tetto. Durante l'intero video Gloria è seguita da due ballerine che le stanno sempre a fianco. Nel finale del video Gloria fa esplodere un'automobile. In questo video l'interprete di Gloria è la stessa del video di 21 Guns.
Nel videoclip, Gloria legge Fun with psychoanalysis scritto da Brett Marx.

## Formazione
- Billie Joe Armstrong - voce e chitarra ritmica
- Mike Dirnt - basso e voce
- Tré Cool - batteria
- Jason White - chitarra

## Classifiche
| Classifica (2010)                | Posizione massima |
| -------------------------------- | ----------------- |
| Austria                          | 29                |
| Canada (rock)                    | 39                |
| Germania                         | 45                |
| Stati Uniti (alternative)        | 26                |
| Stati Uniti (rock & alternative) | 34                |